# Agapanthia niveisparsa
Agapanthia niveisparsa là một loài bọ cánh cứng trong họ Cerambycidae.